# Valle glaciar

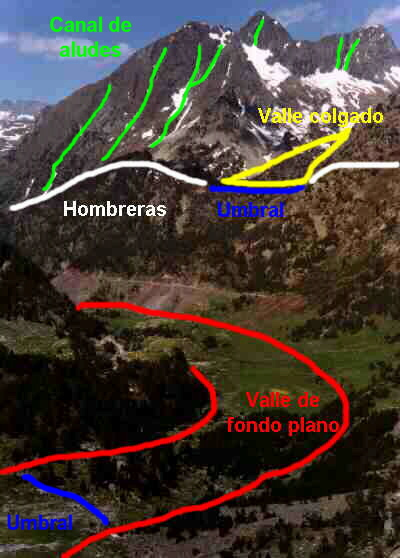
Valle glaciar en el parque natural Posets-Maladeta (Huesca).

Un valle glaciar, también llamado artesa glaciar, se define como aquel valle por el que circula o ha circulado un glaciar de dimensiones importantes que ha dejado una geomorfología clara de glaciarismo.
Los valles glaciares son ríos de hielo. Se forman cuando el espesor del hielo acumulado en el circo es grande. El hielo de las capas inferiores se desplaza fuera del circo y se derrama valle abajo. Los fragmentos rocosos que contienen hielo ensanchan el valle. También excavan cubetas en las zonas de roquedo menos resistente. Estas cubetas, al fundirse el hielo, se convierten en lagos.

## Características
Los valles glaciares se caracterizan por presentar un perfil transversal en "U" o artesa, considerado este en geomorfología el rasgo principal que permite diferenciar este tipo de canales por los que se desliza o deslizó una lengua de hielo. Otras características de los valles glaciares son las huellas de abrasión y sobreexcavación provocada por la fricción del hielo y el arrastre de material, existencia de canales de aludes, fondos planos con alternancia de umbrales y cubetas, vertientes muy verticales labradas que dan lugar a una ruptura de pendiente en hombrera y a la formación de valles colgados o suspendidos.

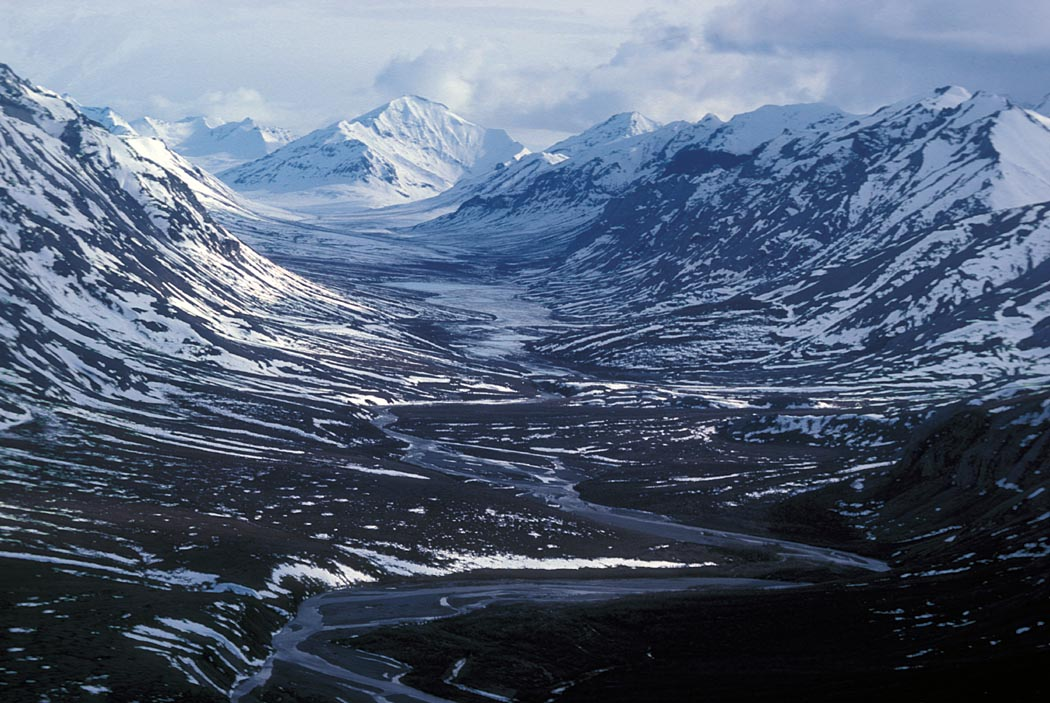
Vista del valle glaciar del río Noatak, en Alaska.

Los antiguos glaciares dieron origen a la formación de depósitos de materiales que previamente habían sido erosionados por los hielos. Dichos materiales son muy heterogéneos y forman a menudo diversos tipos de morrenas (terminales, laterales, de retroceso, etc.) en las que suelen formar lagos de origen glaciar, como los que se encuentran en el borde de los Alpes europeos (Como, Mayor, Garda, Ginebra, Constanza, etc.) o en la Suecia central y en muchas otras partes. También la sobreexcavación puede producir condiciones apropiadas para la formación de lagos de origen glaciar. En el caso de Venezuela, la Laguna de Mucubají está represada por la morrena terminal del glaciar que bajaba en el Pleistoceno desde el Páramo de Mucuñuque. En cambio, a unos 2 km hacia el SE, la Laguna Negra está represada por un umbral o dique natural de rocas resistentes precedidas por otras más débiles, las cuales fueron eliminadas por los hielos del glaciar y vaciadas formando lo que ahora es un profundo lago.
Al contrario de las Turberas.

## Valle suspendido o "colgado"
Cuando los glaciares secundarios confluyen en el fondo del valle principal por el que se desplaza o desplazó un glaciar más importante y de mayor profundidad, se producen los valles suspendidos o valles colgados. Tal es el caso, en la Sierra de Mérida (Venezuela), del valle donde se encuentra la Cascada del Sol: este valle descendió desde el Pico Bolívar pero al llegar al valle principal, excavado más de 100 metros más abajo por la mayor cantidad de hielo, decapitó al pequeño glaciar que ahora forma el valle suspendido. Es un fenómeno muy frecuente en Argentina, Alaska, Canadá, Chile, Nueva Zelanda, en la Península Escandinava, Rusia y desde luego, en las cordilleras asiáticas y en los Alpes. En el caso de los fiordos noruegos, los valles suspendidos constituyen un gran atractivo turístico, ya que producen cascadas de gran altura que caen directamente al mar en el interior de dichos fiordos.